# シネマエクスプレス
『シネマエクスプレス』は、テレビ朝日系列で不定期に放送されていた深夜の映画番組である。

## 概要
主に金曜深夜 27:20 - 29:10（日付の上では土曜早朝 3:20 - 5:10）に放送されていた。
基本的に洋画がメインで字幕付きの古い映画が放送されることが多かった。また、あまり話題にならなかったテレビ朝日協賛の邦画も放送することがあった。
基本的に、番組開始からすぐに始まるわけではなく、15分ほど近日公開予定の映画や、DVDの発売についての紹介（ナレーションは諏訪部順一）を行った後、本編が放送される（番組の中ではPreview Catch!という愛称で進行している）。
また、月に1度放送されている『朝まで生テレビ!』の放送日には放送しない。時々土曜日もしくは日曜日の同時刻に放送される場合がある。また、年末や正月にかけてほぼ毎日放送される。
また、タイトル表示に同タイトルのイメージと鉄道の警笛音が流れている。なお、提供社はヨドバシカメラのみの単独提供であった。

## 放送された映画

### 邦画
- 悪党
- ふたり
- 深呼吸の必要
- 天国の本屋〜恋火（2度放送された）
- サイレン 〜FORBIDDEN SIREN〜
- クレヨンしんちゃん 嵐を呼ぶ 栄光のヤキニクロード
- 竜二Forever
- 千里眼
- 凶気の桜
- 秘密結社 鷹の爪 THE MOVIE 〜総統は二度死ぬ〜
- BROTHER
- オーロラの下で
- 天国の大罪
- 天使
- 7月24日通りのクリスマス
- 櫻の園
- 海猫
- ラスト・ラブ
- 69 sixty nine
- 遠き落日
- スクールウォーズ
- 爆竜戦隊アバレンジャー DELUXE アバレサマーはキンキン中!
- 劇場版 仮面ライダー響鬼と7人の戦鬼
- 魔法戦隊マジレンジャー THE MOVIE インフェルシアの花嫁
- 仮面ライダーカブト GOD SPEED LOVE  (2回放送された)
- 轟轟戦隊ボウケンジャー THE MOVIE 最強のプレシャス
- 劇場版 仮面ライダー電王 俺、誕生!
- 電影版 獣拳戦隊ゲキレンジャー ネイネイ!ホウホウ!香港大決戦
- 河童のクゥと夏休み
- ゴーストシャウト
- 雨よりせつなく
- わたしのグランパ
- Last Dance －離婚式－
- 深紅
- 同じ月を見ている
- バイオハザード ディジェネレーション
- アキレスと亀
- ラストラブ
- 幸福な食卓
- 宇宙で1番ワガママな星

ほか

### 洋画
- ホット・ショット
- マーシャル・ロー
- ダブル・トラブル
- 炎のメモリアル
- トロイのヘレン
- ワイルド・チェイス
- ソードフィッシュ
- 殺し屋の封印
- 奥さまは魔女
- キル・ポイント
- 明日に向って撃て!
- ムーラン・ルージュ
- ブルーサンダー
- 処刑岬
- キャット・ピープル
- レジェンド～三蔵法師の秘宝
- エル・コロナド 秘境の神殿
- ションヤンの酒家
- ミラクル・タッチダウン
- ジェニファーの恋愛同盟
- 燃えよドラゴン
- フランティック
- ザ・フォッグ
- キャデラック・カウボーイ
- 女子寮潜入大作戦!ソロリティ・ボーイズ
- ジャッカル
- デアデビル
- 沈黙の奪還
- インビジブル2
- デンジャラス・ビューティー2
- ザ・インタープリター
- ザ・ウォッシュ
- 800万の死にざま
- GO!GO!ガジェット
- フェノミナン
- ローズ・レッド：ザ・ビギニング
- イントゥ・ザ・ブルー
- グリズリー
- スコットランド・カップの奇跡
- Kissingジェシカ
- ザ・センチネル/陰謀の星条旗
- インベージョン
- カンガルー・ジャック
- ザ・グリード
- フロム・ヘル
- ターミナル・ベロシティ
- スペース・ミッション 宇宙への挑戦
- ゆりかごを揺らす手
- ポルターガイスト
- ホワイトハンター ブラックハート
- 愛を殺さないで
- 2番目のキス
- 穴/HOLES
- オンリー・ユー
- ガレージ・デイズ
- ミーン・ガールズ
- スカーレット・ヨハンソンの百点満点大作戦
- BIG RIVER
- トスカーナの休日
- ライフ・オブ・デビッド・ゲイル
- デジャヴ
- ワタシにキメテ
- エラゴン 遺志を継ぐ者
- 長江哀歌
- 赤ちゃん泥棒
- ペイヴメント～静かなる追跡者
- 新ラブバッグ/ハービー絶体絶命!

ほか

### 海外ドラマ
- ザ・シークレット・ハンター

ほか